# کوازولو-ناتال
کوازولو-ناتال (انگلیسی: KwaZulu-Natal؛‎/kwɑːˌzuːluː nəˈtɑːl/‎ یا KZN یا Natal) یکی از استان‌های آفریقای جنوبی است. تا قبل از ۱۹۹۴ به عنوان استان ناتال شناخته می‌شد.